# Cetatea Zips
Cetatea Zips (în germană Zipser Burg, în slovacă Spišský hrad, în maghiară Szepesi vár) a fost o cetate regală maghiară situată în prezent în Slovacia. Ruinele cetății sunt înscrise în lista patrimoniului mondial UNESCO. Cetatea se află în apropierea Capitlului Țipțer (germană Zipser Kapitel), o catedrală din vecinătate. Cetatea este una dintre cele mai mari din Europa. Numele țipțerilor, un grup etnic german constitutiv al germanilor carpatini din Slovacia (precum și unul al germanilor din România), provine de la această cetate.